# Bösendorferstraße
Die Bösendorferstraße befindet sich im 1. Wiener Gemeindebezirk Innere Stadt. Sie wurde 1919 nach dem Klavierbauer Ludwig Bösendorfer benannt.

## Geschichte
Die Gegend der heutigen Bösendorferstraße gehörte im Mittelalter zur Vorstadt vor dem Kärntner Tor. Seit dem 16. Jahrhundert erstreckte sich das Glacis vor der Wiener Stadtmauer. Nach deren Abriss wurden die frei gewordenen Flächen und das Glacis planmäßig verbaut. Im Zuge dessen legte man 1861 auch diese Straße an und nannte sie Giselastraße, nach Gisela von Österreich, einer Tochter Kaiser Franz Josephs. Nach dem Ende der Monarchie wurde die Giselastraße 1919 in Bösendorferstraße umbenannt, da Ludwig Bösendorfer in diesem Jahr gerade gestorben war und er einen Bezug zum an dieser Straße gelegenen Musikvereinsgebäude besaß.

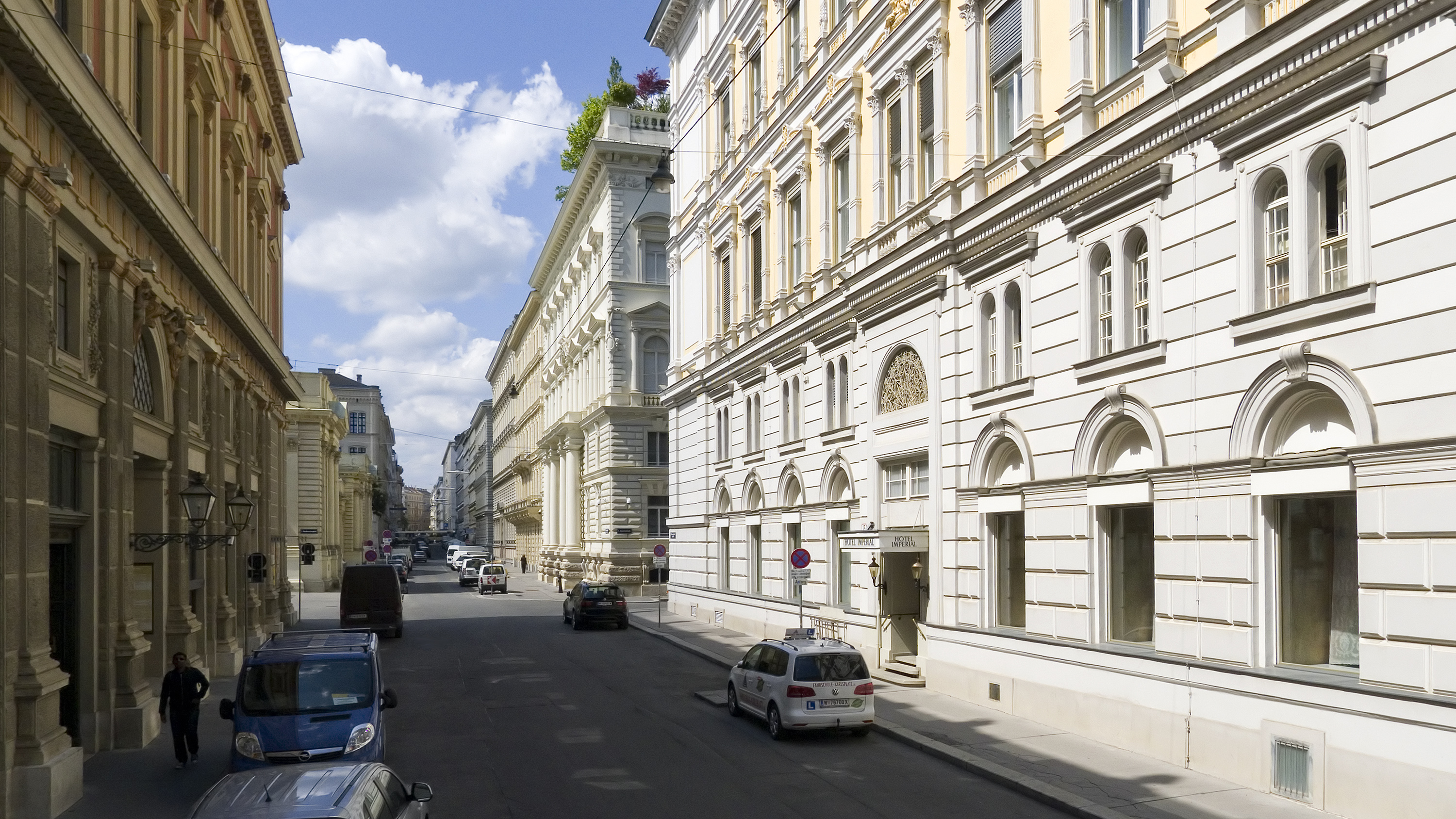
Bösendorferstraße von der Canovagasse nach Westen

## Lage und Charakteristik
Die Bösendorferstraße verläuft parallel zwischen Kärntner Ring und Karlsplatz und erstreckt sich von der Kärntner Straße im Westen bis zur Canovagasse im Osten. Sie wird als Einbahnstraße geführt. Zwischen Kärntner Straße und Akademiestraße verlaufen Straßenbahngeleise in der Bösendorferstraße, die zu einer Umkehrschleife gehören (bis 2008 Endhaltestelle der Linie J, seit 2021 Endhaltestelle der Straßenbahnlinie U2Z). Die Verbauung stammt einheitlich aus den 1860er Jahren im frühhistoristischen Stil (im Übergang zum strengen Historismus). Mehrere außergewöhnliche Monumentalbauten haben ihre Rück- oder Seitenfronten zur Bösendorferstraße. Lediglich im Abschnitt zwischen Kärntner Straße und Akademiestraße finden sich einige Speise- und Geschäftslokale.

## Verbauung

### Nr. 1 Eckhaus
Das Eckhaus Kärntner Straße / Bösendorferstraße wurde 1860–1861 von Johann Romano von Ringe und August Schwendenwein von Lonauberg im frühhistoristischen Stil errichtet. Die Fassade ist durch einen Eckrisalit akzentuiert. An der Seite zur Kärntner Straße befinden sich seitlich und in der Mitte in Höhe der Beletage Balkone. Die Fenster sind entweder gerade oder segmentgiebelig verdacht. Die Einfahrt wird durch Pilaster gegliedert.

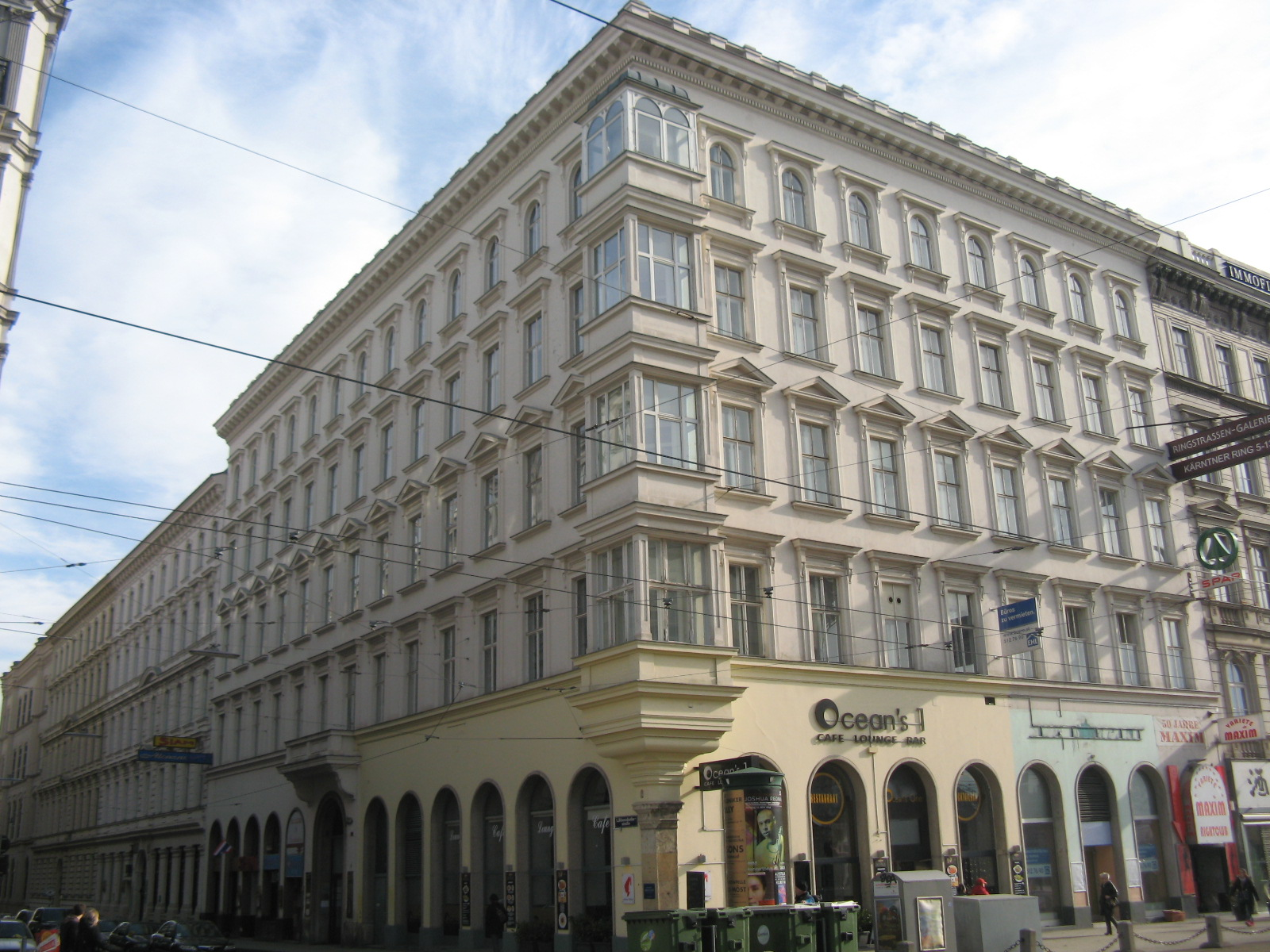
Bösendorferstraße 2 (1861) von Eduard Kuschée

### Nr. 2 Eckhaus
Das gegenüberliegende Eckhaus Kärntner Straße / Bösendorferstraße wurde 1861 von Eduard Kuschée im frühhistoristischen Stil erbaut. Die Fassade der Obergeschoße besitzt große Klarheit und Einheitlichkeit, die durch die additive Reihung der Fenster (im zweiten Obergeschoß Giebelverdachung, ansonsten gerade verdacht) erzielt wird. Bemerkenswert ist der über alle Obergeschoße verlaufende Eckerker, der auf einer Säule ruht. Das Portal an der Seite zur Bösendorferstraße wird durch einen steinernen Balkon überdacht. Vom ehemaligen Restaurant Otto Kaserer stammen noch Teile der Innenraumgestaltung aus der Mitte des 20. Jahrhunderts. In diesem Haus befand sich zu Beginn des 20. Jahrhunderts das Restaurant Paul Hopfner, ein beliebter Treffpunkt der Offiziere der k.u.k. Armee nahe der von Karl Kraus in "Die letzten Tage der Menschheit" literarisch verewigten Sirk-Ecke mit einem vom Architekten Joseph Urban ausgestatteten „Künstlersaal“ im Untergeschoß und Chambres séparées mit separatem Eingang als beliebtes »Rendezvous der Herren k. u. k. Offiziere«. Das letzte Relikt, eine Jugendstil-Eingangstüre in der Bösendorferstraße, wurde 2018 im Zuge einer Renovierung vernichtet.

### Nr. 3 Wohnhaus
Das Wohnhaus wurde 1860 von Johann Romano und August Schwendenwein erbaut; die Fassade ist allerdings nicht mehr erhalten. Hier wohnte von 1903 bis 1933 der Architekt Adolf Loos. Das Wohn- und Kaminzimmer aus dieser Wohnung befindet sich heute im Wien Museum. Eine Gedenktafel neben dem Eingang erinnert an Loos.

### Nr. 4, 6 Doppelhaus
Die beiden gleichartig gestalteten Häuser wurden 1869–1870 von Johann Romano und August Schwendenwein im Neorenaissance-Stil erbaut. Die Mitte der Gebäude ist durch gebänderte Lisenen und einen großen Segmentgiebel oberhalb des Portals akzentuiert. Die Einfahrt ist durch Pilaster gegliedert. Am Haus Nr. 4 sind zwei Gedenktafeln für den deutschen Kommunisten Walter Barth angebracht, der 1945 hier erschossen wurde, als er versuchte zur Roten Armee überzulaufen.

### Nr. 5 Wohnhaus
Das Gebäude wurde 1860–1861 von Johann Romano und August Schwendenwein im frühhistoristischen Stil errichtet. Die schlichte Fassade besitzt additiv gereihte Fenster mit gerader Verdachung, zwei seitliche Risalite treten nur ganz flach hervor. Das Foyer ist durch Pilaster gegliedert.

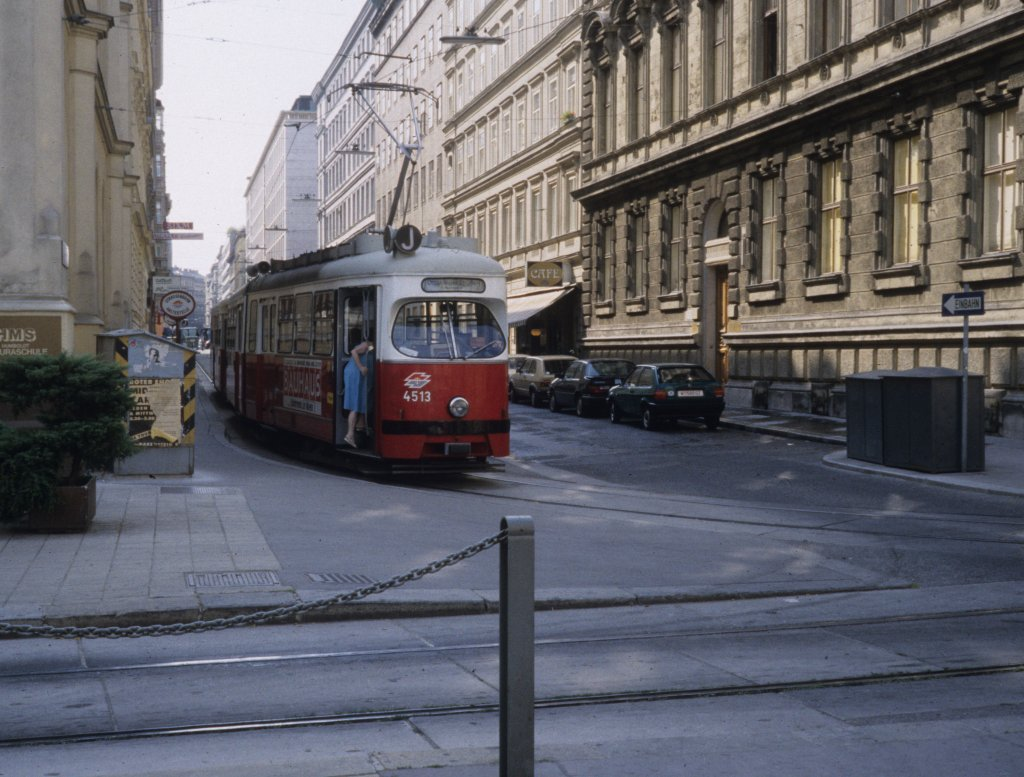
Bedarfshaltestelle vor Bösendorferstraße 8 (Linie J existiert nicht mehr)

### Nr. 7 Eckhaus
Das Eckhaus Bösendorferstraße / Akademiestraße wurde 1868–1869 von Johann Romano und August Schwendenwein in Formen der Wiener Neorenaissance erbaut. Die Fensterreihen sind in jedem Geschoß anders gestaltet (Ädikula-, Segmentgiebel-, gerade Verdachung). Ein Eckrisalit akzentuiert die Fassade. Das Foyer ist durch Pilaster gegliedert. Im Stiegenhaus befinden sich Jugendstilfenster. In der Beletagewohnung sind mehrere historistische und secessionistische Stuckdecken erhalten; ein holzvertäfelter Vorraum mit Kamin stammt vom Anfang des 20. Jahrhunderts.

### Nr. 8 Handelsakademie I
Das 1860–1862 von Ferdinand Fellner dem Älteren errichtete Gebäude der Wiener Kaufmannschaft war das erste öffentliche Gebäude der Ringstraßenzone. Es ist im Geiste eines späten romantischen Historismus geschaffen und bildet vom Karlsplatz gesehen ein bedeutendes Ensemble mit Künstlerhaus und Musikverein.
Das Gebäude liegt an der Hauptadresse Akademiestraße 12.

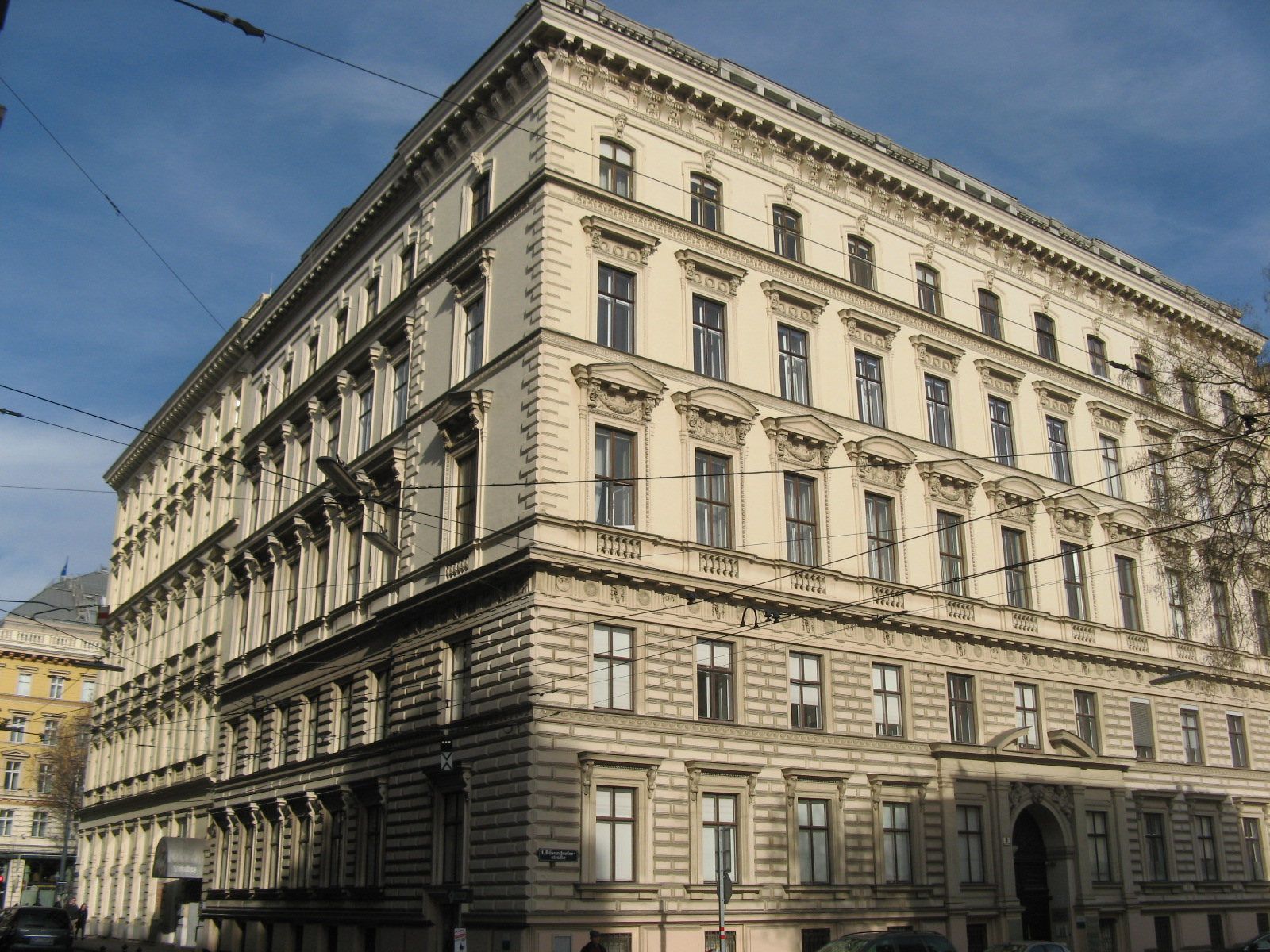
Bösendorferstraße 9 (1869) von Friedrich Schachner

### Nr. 9 Eckhaus
Das Eckhaus Akademiestraße / Bösendorferstraße wurde 1869 von Friedrich Schachner im Stil der Wiener Neorenaissance errichtet. Die Fassade wird durch die hohe rustizierte Sockelzone und die unterschiedlich geschichteten Giebelfenster gekennzeichnet. Die Seite zur Akademiestraße besitzt einen Eckrisalit, an der Seite der Bösendorferstraße befindet sich das pilastergerahmte Portal mit Spandrillenfiguren und gesprengtem Segmentbogengiebel. Die Einfahrt wird durch Pilaster und Arkaden gegliedert. Im Innenhof befinden sich Pawlatschen. In der Beletage sind mehrere Stuckdecken erhalten.

### Nr. 10 Künstlerhaus
→ siehe Hauptartikel Künstlerhaus Wien
Das Künstlerhaus zwischen Karlsplatz, Akademiestraße, Bösendorferstraße und Musikvereinsplatz wurde 1865–1868 von August Weber errichtet. Es gehört zu den bedeutendsten Monumentalbauten der Ringstraßenzone. An der Bösendorferstraße liegt die Rückfront des Gebäudes, das aus einem Hauptbau, zwei Seitenpavillons und den Verbindungstrakten besteht.
Das Gebäude liegt an der Hauptadresse Karlsplatz 5.

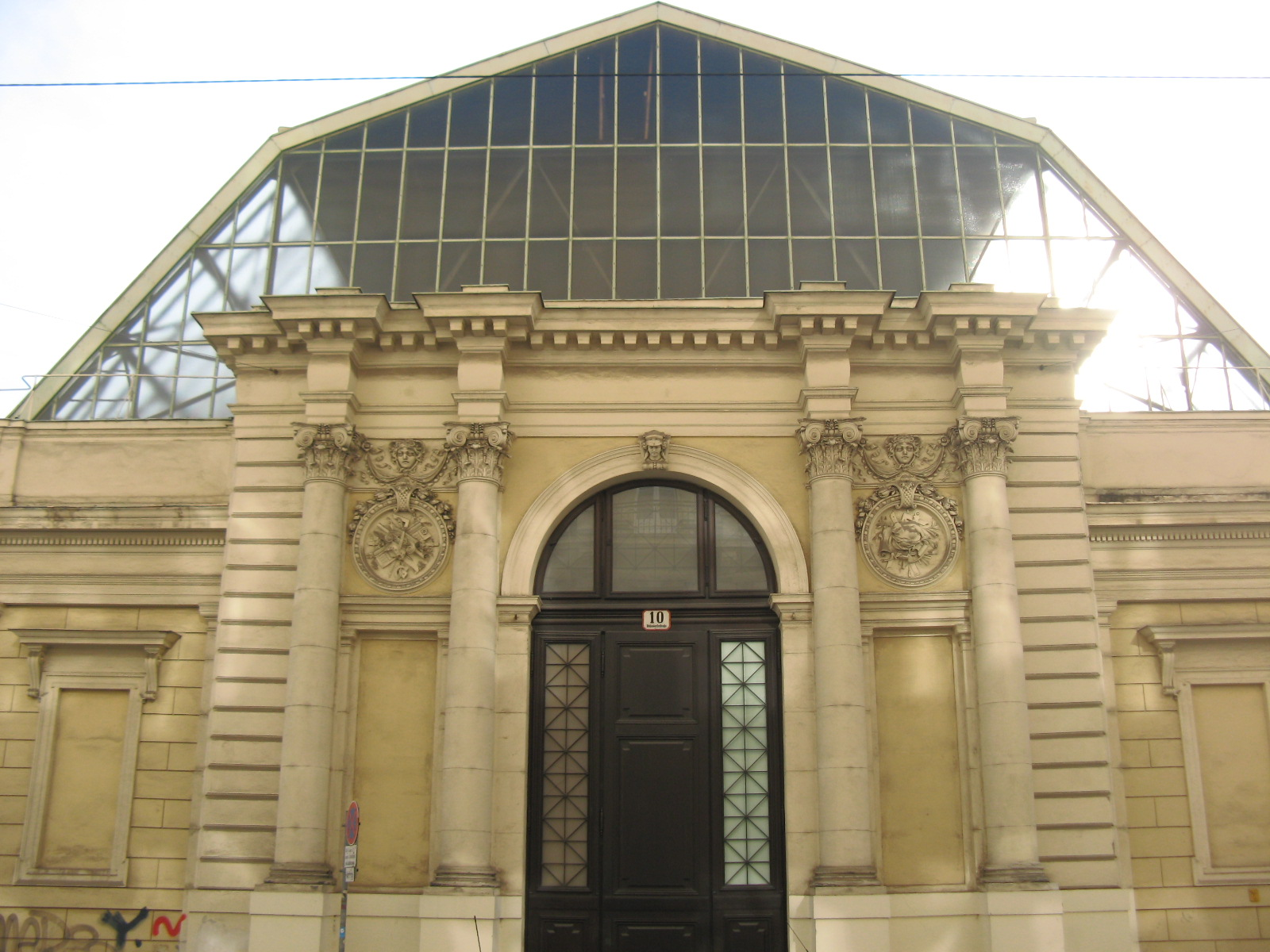
Rückfront des Künstlerhauses, Bösendorferstraße 10

### Nr. 11 Durchhaus
Das Gebäude wurde 1862 von Johann Romano und August Schwendenwein im frühhistoristischen Stil erbaut. Die Rückfront an der Bösendorferstraße wird durch lisenen- und pilastergerahmte Fenster und einen seichten Mittelrisalit mit Balkonen gekennzeichnet.
Das Haus liegt an der Hauptadresse Kärntner Ring 12.

### Nr. 12 Musikverein
→ siehe Hauptartikel Wiener Musikverein
Das Gebäude des Wiener Musikvereins zählt zu den bedeutendsten Monumentalbauten der Ringstraßenzone. Es wurde 1867–1870 von Theophil von Hansen in Formen der Neorenaissance errichtet. An der Bösendorferstraße liegt eine Seitenfront des Konzerthauses mit dem Zugang zur Konzertkassa.
Das Gebäude liegt an der Hauptadresse Musikvereinsplatz 1.

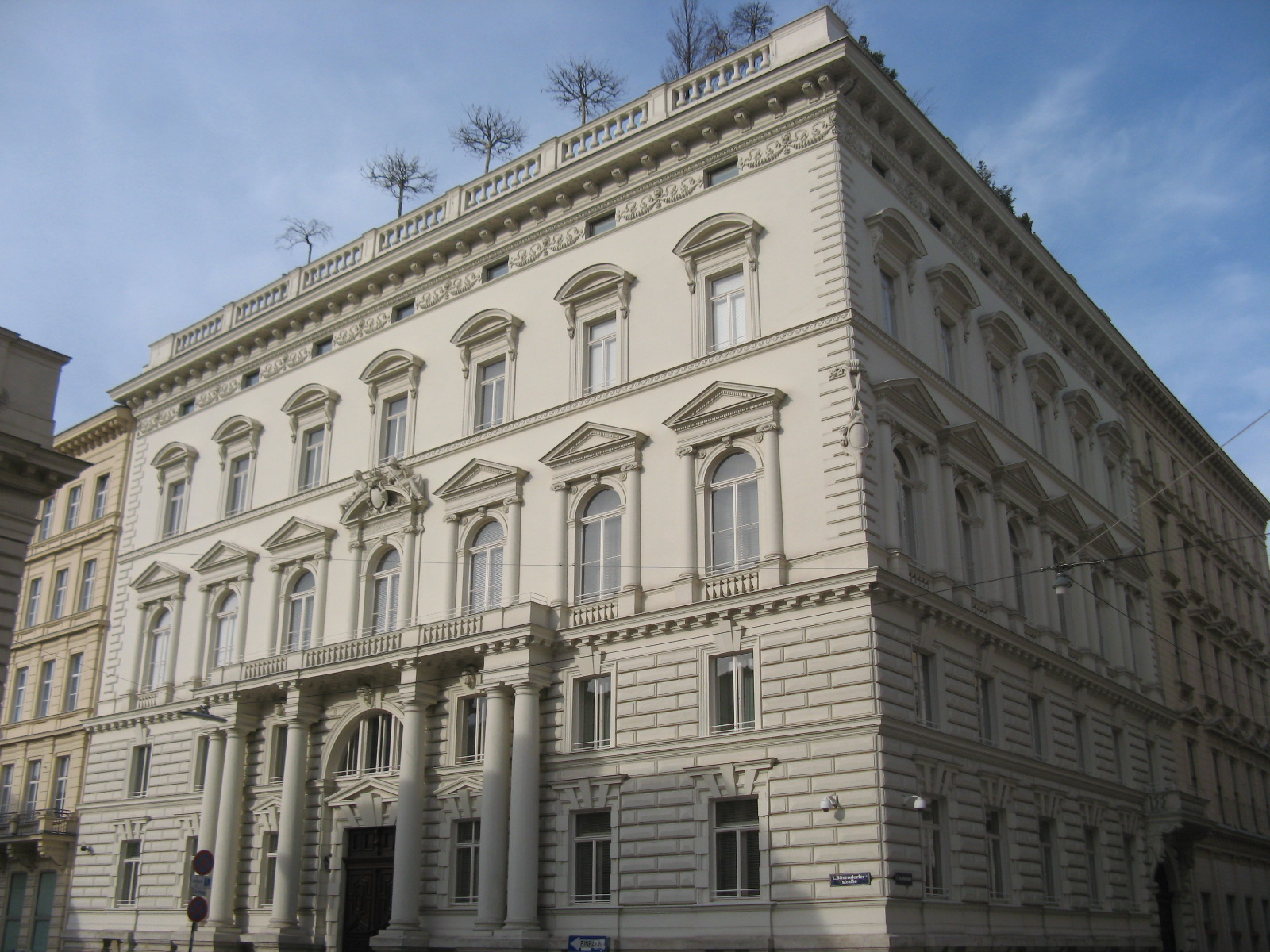
Palais Lützow, Bösendorferstraße 13 (1870–1872) von Carl von Hasenauer

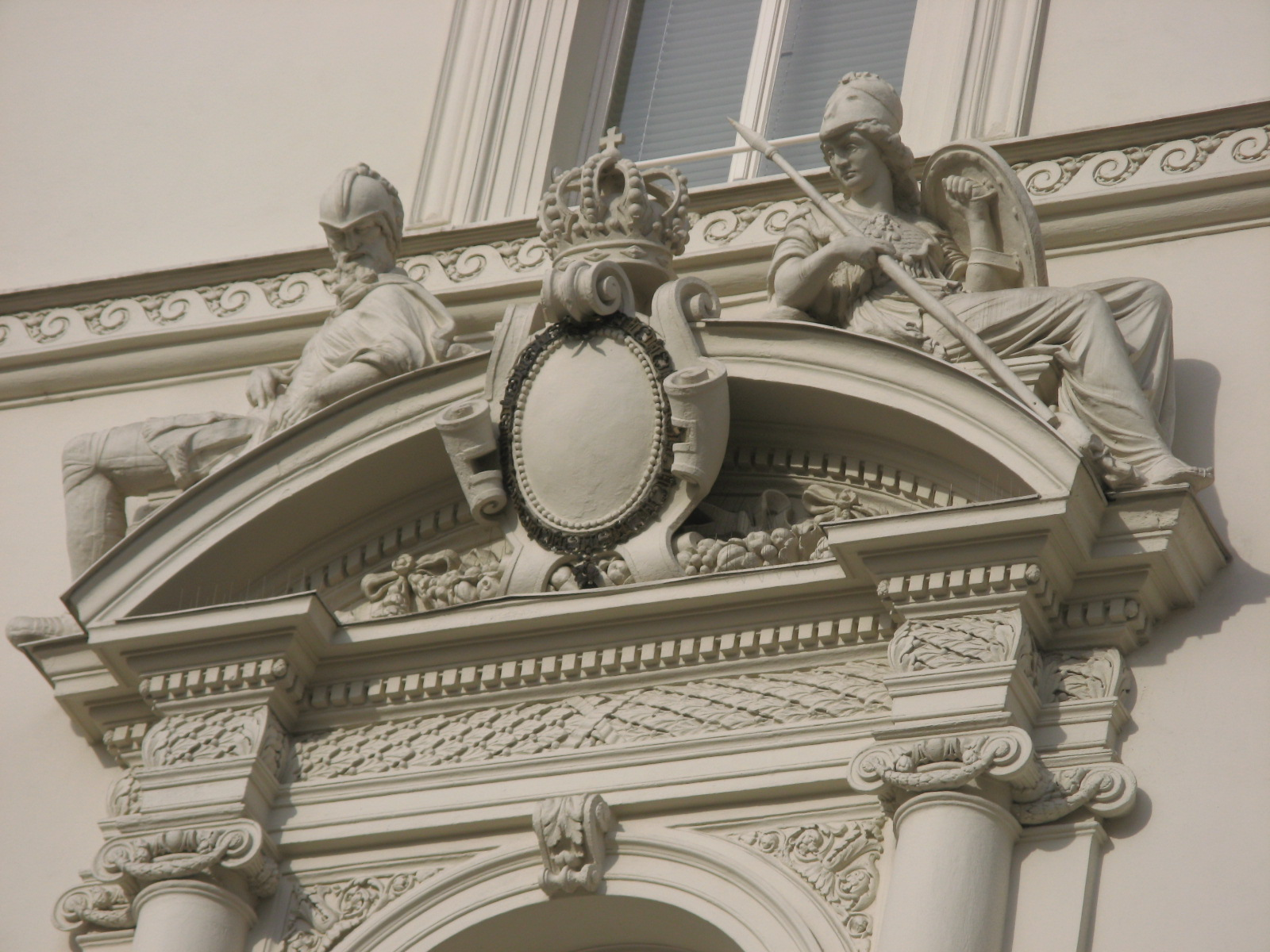
Detail vom Palais Lützow

### Nr. 13 Ehemaliges Lützow-Palais
Das Palais Lützow wurde 1870–1872 von Carl von Hasenauer als letztes Gebäude der Bösendorferstraße für den Kunsthistoriker Karl von Lützow im Neorenaissance-Stil errichtet. Das monumentale Palais in U-Form bildet mit dem Haus Kärntner Ring 14 einen gemeinsamen Innenhof. Spätere Veränderungen wurden 1900 im Stiegenhaus im späthistoristischen Stil von Rene Piot vorgenommen, sowie 1935 für das Italienische Kulturinstitut von Gio Ponti im Foyer, und 1939 bei der Umgestaltung für die Anglo-Elementar Versicherungs-AG. 1978–1983 fand eine Renovierung statt.
Die Fassade besteht aus einer hohen bossierten Sockelzone mit gerade verdachten Fenstern und einem dreiachsigen toskanischen Portikus, der den Beletage-Balkon trägt. Über dem mittleren Fenster des Portikus befindet sich ein Schlussstein mit weiblicher Maske, über den seitlichen Mezzaninfenstern Schlusssteine mit Löwenmasken. An der Seitenfassade in der Dumbastraße liegt ein weiteres Portal mit einer weiblichen Schlusssteinmaske und darüber ein Balkon auf Konsolen. Die glatte Oberzone wird mittig von einem Fenster mit Segmentgiebelädikula akzentuiert, das eine Wappenkartusche, Krone und zwei liegende Figuren trägt. Die Fenster des Beletage-Geschoßes bestehen aus ionischen Säulenädikulen, diejenigen des Geschoßes darüber tragen Segmentgiebelverdachungen. Die Hausecke ist ortsteingequadert und weist eine Wappenkartusche auf. Das Gebäude wird durch eine Attikabalustrade bekrönt.
Bedeutend ist auch die Gestaltung im Inneren, wie das bereits erwähnte Foyer und das Stiegenhaus. In der Beletage befindet sich ein weiß stuckierter Festsaal in Neorokoko-Formen. Der Konferenztisch und die Stühle wurden 1940 nach dem Vorbild der Berliner Reichskanzlei geschaffen. Daneben liegen zwei Salons. Alle drei Räume sind reich ausgestattet mit Kaminen, vergoldeten Wandlustern, Spiegelgewölben, weißen Türen mit geschnitzten Ornamenten und elfenbeinbeschlagenen Griffen, Parkettböden und stuckierten Wandfeldern.

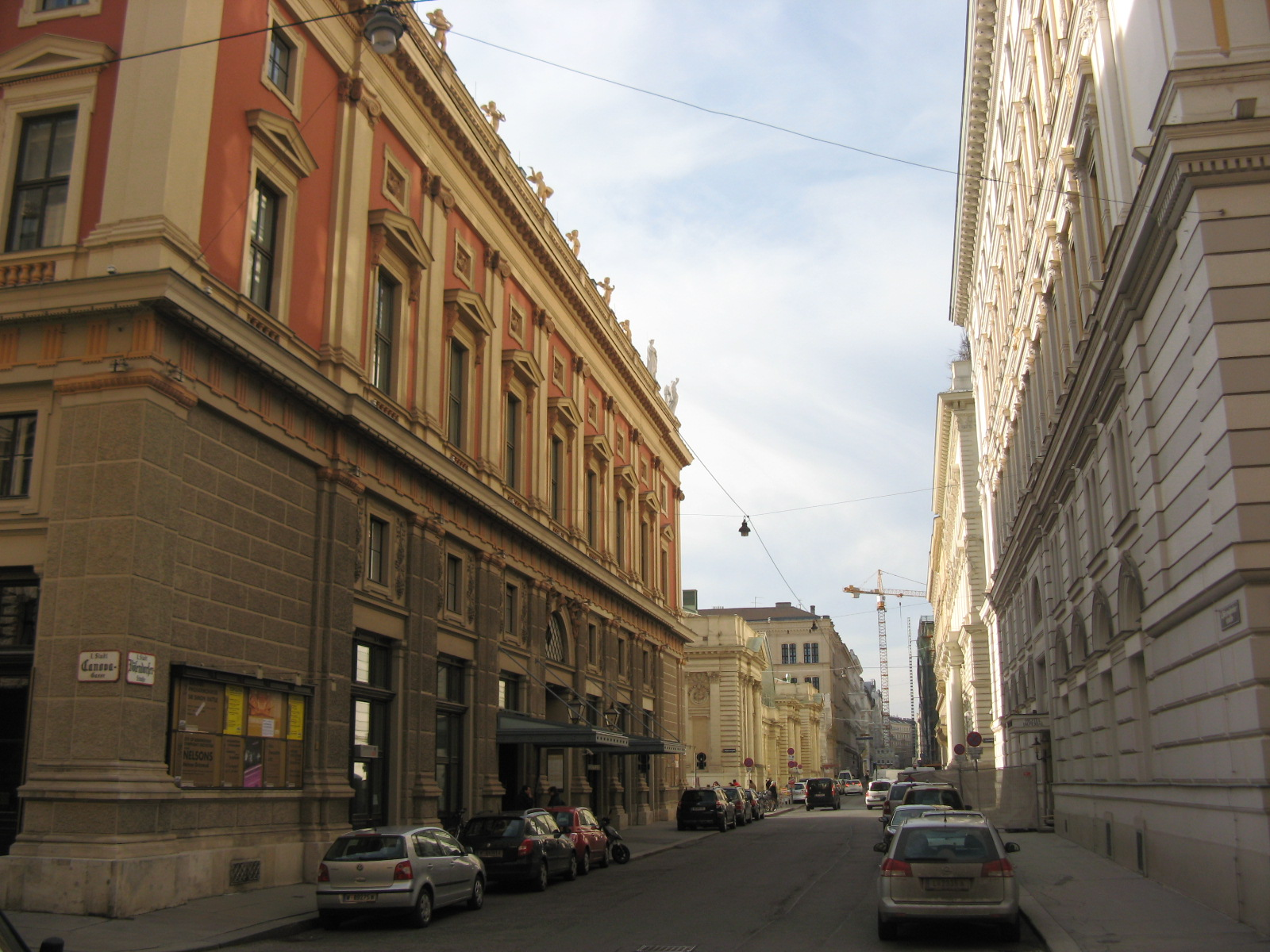
Bösendorferstraße mit Musikverein (links) und Hotel Imperial (rechts)

### Nr. 15 Hotel Imperial
→ siehe Hauptartikel Hotel Imperial (Wien)
Das Gebäude wurde 1862–1865 von Arnold Zenetti und Heinrich Adam als Palais Erzherzog Philipp von Württemberg errichtet und 1872–1873 von Ludwig Tischler und Carl Gangolf Kayser zum Hotel Imperial umgebaut. Das bedeutende prunkvoll ausgestattete Gebäude ist im Neorenaissance-Stil gestaltet. 1928 wurde es um zwei Geschoße aufgestockt. Zwischen 1945 und 1955 befand sich hier die Sowjetische Militärverwaltung. An der Bösendorferstraße liegt die Rückfront des Gebäudes.
Die Hauptadresse des Hotels ist Kärntner Ring 16.